# Hans Moser (producent)
Hans Moser, pseud. Sascha Alexander (ur. 30 września 1944 w Hanowerze, zm. 2 lipca 2016 tamże) – niemiecki producent, reżyser, edytor, fotograf i wydawca czasopism pornograficznych.

## Życiorys
W 1981, za pośrednictwem fotografa Petera M. Filipa, poznał Teresę Orlowski, która wcześniej pracowała w barze w Duisburgu. Wkrótce podjęli współpracę. Pierwszy fotografował ją w swoich magazynach porno, a potem w jej pierwszym filmie Idź do niego (Go For It, 1983). Pobrali się w Las Vegas w 1982 roku.
W 1982 w Hanowerze Hans Moser wraz ze swoją żoną wszystkie swoje pieniądze przeznaczyli na Project Studio jako producenci filmów hardcorowych na kasetach wideo VHS. Wytwórnia VTO (Verlag Teresa Orlowski / Video Teresa Orlowski) podbiła międzynarodowy rynek wideo, a Orlowski natychmiast stała się gwiazdą. Moser wyreżyserował serię Foxy Lady 1-12 (1984–86), w której Teresa Orlowski występowała w roli głównej. W filmach brali udział także m.in.: Blake Palmer, Christoph Clark, Peter North, Rocco Siffredi, Ron Jeremy czy Sean Michaels. Zrealizował też koprodukcję amerykańsko-niemiecką Born for Love (1987) z Sibylle Rauch, Johnem Leslie, Karin Schubert, Joeyem Silverą, Elle Rio, Jamie Summers, Tomem Byronem i Sharon Kane.
W 1990 ich małżeństwo rozpadło się. Moser ożenił się 13 stycznia 1991 z brytyjską gwiazdą porno Sarah Louise Young i założył nową własną wytwórnię SLY. Tymczasem, i to małżeństwo zakończyło się rozwodem.
Kilka lat później, wspólnie z innymi producentami, próbował, jednak z niewielkim powodzeniem, wykreować kolejną gwiazdę Ginę Wild (Michaela Schaffrath). Moser próbował również realizować filmy z amerykańskimi gwiazdami z Los Angeles, współpracując z Hollywood Casting Agents.
Moser chciał odbudować karierę Teresy Orlowski, ale odmówiła. W latach 1989–1990 w Hamminkeln prowadził klub „Traumland II”, gdzie pojawiło się kilka gwiazd porno.
Zmarł 2 lipca 2016 w Hanowerze na zawał mięśnia sercowego w wieku 71 lat.

## Nagrody
| Rok  | Nagroda     | Kategoria                                  |
| ---- | ----------- | ------------------------------------------ |
| 1998 | Venus Award | Nagroda specjalna za całokształt osiągnięć |